# Schietpartij in Fort Hood op 5 november 2009
De schietpartij in Fort Hood op 5 november 2009 was een terroristische aanslag die plaatsvond op de Amerikaanse legerbasis Fort Hood (nu Fort Cavazos), in de buurt van Killeen, Texas. Majoor Nidal Hasan, psychiater, schoot 13 mensen dood, onder wie een zwangere vrouw, en verwondde 32 anderen. Het was de dodelijkste schietpartij op een Amerikaanse militaire basis en de dodelijkste terroristische aanslag in de Verenigde Staten sinds de aanslagen van 11 september, totdat het werd overtroffen door de San Bernardino-aanslag in 2015.
Hasan werd neergeschoten en raakte verlamd vanaf zijn middel. Hij werd op 20 juli 2011 voorgeleid voor een militaire rechtbank op beschuldiging van het plegen van 13 moorden met voorbedachten rade en 32 pogingen tot moord volgens de Uniforme Code van Militair Recht. Zijn rechtszaak begon op 7 augustus 2013. Door de aard van de aanklachten (meer dan één moord met voorbedachten rade, of eerstegraads moord, in een enkel misdrijf), stond Hasan bij veroordeling ofwel de doodstraf ofwel levenslang zonder voorwaardelijke vrijlating te wachten. Hij werd op 23 augustus 2013 schuldig bevonden aan 13 moorden met voorbedachten rade en 32 pogingen tot moord met voorbedachten rade en werd op 28 augustus 2013 ter dood veroordeeld.

## Schietpartij
Om ongeveer 13.34 uur plaatselijke tijd op 5 november 2009 ging Hasan het Soldier Readiness Processing Center binnen, waar personeel voor en na uitzending naar het buitenland een medische routinebehandeling onderging. Hij bereidde zich voor op uitzending naar Afghanistan met zijn eenheid en was al een paar keer eerder in het centrum geweest. Hij was bewapend met een FN Five-seven-pistool, dat hij had uitgerust met twee Lasermax-laservizieren: een rode en een groene. Hasan bleek later ook een Smith & Wesson .357 Magnum-revolver (een ouder model) bij zich te hebben gehad, maar daarvan had hij geen gebruik gemaakt.
Nadat hij de noordzijde van het gebouw was binnengegaan, ging Hasan naar de eerste balie rechts van de ingang en vroeg hij of hij majoor Parrish kon spreken. Parrish werkte in het gebouw en had Hasan bijgestaan tijdens zijn voorbereidingen voor uitzending. De baliemedewerker ging vervolgens Parrish halen. Volgens ooggetuigen liep Hasan daarna om de balie heen en liet hij even zijn hoofd zakken alsof hij in gebed was, waarna hij plotseling "Allahoe akbar!" riep en het vuur opende. Getuigen verklaarden dat Hasan aanvankelijk in een waaierachtige beweging om zich heen schoot voordat hij zijn wapen op individuele miltairen richtte. Ooggetuige sergeant Michael Davis verklaarde: "De vuursnelheid was vrij constant. Toen ik het schieten voor het eerst hoorde, klonk het als een M16."
Reservist kapitein John Gaffaney probeerde Hasan tot stoppen te dwingen door in de aanval te gaan maar raakte dodelijk gewond voordat hij hem kon bereiken. Burgerarts-assistent Michael Cahill trachtte Hasan met een stoel te lijf te gaan, maar werd doodgeschoten. Reservespecialist Logan Burnett probeerde Hasan tot stoppen te dwingen door een klaptafel naar hem te gooien, maar hij werd in de linkerheup geschoten, viel neer en bracht zichzelf in veiligheid door weg te kruipen.
Volgens getuigenverklaringen liet Hasan verschillende gelegenheden voorbijgaan om burgers neer te schieten en richtte hij zich in plaats daarvan op militairen in uniform, die – in overeenstemming met het militaire beleid – geen persoonlijke vuurwapens droegen. Op een gegeven moment benaderde Hasan naar verluidt een groep van vijf burgers die zich onder een bureau hadden verstopt. Hij keek naar hen, richtte de laserbundel van zijn vizier op het gezicht van een van de mannen en draaide zich om zonder te schieten. Terwijl dit alles gaande was, sloeg iemand een raam in aan de achterkant van het gebouw waar Parrish werkte. Twee militairen en Parrish ontsnapten door het gebroken raam naar de parkeerplaats.
Een civiele politiesergeant werkzaam op de legerbasis, Kimberly Munley, die zich in haar patrouillewagen naar de plek des onheils had gehaast, stuitte op Hasan in de omgeving rond het Soldier Readiness Processing Center. Hasan vuurde op Munley, die terugschoot met haar 9mm-M9-pistool. Munleys hand werd geraakt door kogelsplinters toen een van Hasans kogels op een regengoot afketste, en daarna werd zij door twee kogels getroffen: de eerste raakte haar in haar dij, en terwijl ze op de grond viel, werd ze in haar knie geraakt. Hasan liep op Munley af en schopte haar pistool weg, zodat ze er niet meer bij kon.
Terwijl het schieten buiten doorging, gingen verpleegsters en verplegers het gebouw binnen. Een onbekende militair vergrendelde de dubbele deur aan de zuidkant met zijn riem en haastte zich om de gewonden te helpen. Volgens de verpleegkundigen lag er zoveel bloed op de vloer dat ze moeite hadden hun evenwicht te bewaren en de gewonden te bereiken. Buiten bleef Hasan ondertussen op vluchtende militairen schieten. Rond die tijd arriveerde Herman Toro, directeur van het centrum. Hasan was om het gebouw heen gelopen en was uit het zicht, maar schoot nog steeds. Toro haastte zich samen met iemand anders om luitenant-kolonel Juanita Warman te helpen, die ten noorden van het medisch gebouw op de grond lag. Net terwijl ze haar bij haar armen namen om haar in veiligheid te brengen, keerde Hasan terug, die zijn rode laser op Toro's borst richtte maar niet vuurde. Toro zocht dekking achter een elektriciteitskast en zag sergeant Mark Todd van de burgerpolitie aankomen, die tegen Hasan schreeuwde dat hij zich moest overgeven. Todd verklaarde later: "Toen draaide hij zich om en vuurde een paar schoten op me af. Ik hoorde hem geen woord zeggen, hij draaide zich gewoon om en schoot." Een schotenwisseling volgde, waarbij Hasan zijn pistool leegschoot. Hij stopte, draaide zich om en greep in zijn zak naar een nieuw magazijn voordat hij door vijf schoten van Todd werd geveld. Todd rende toen naar Hasan, schopte het pistool uit zijn hand en sloeg hem in de boeien terwijl hij buiten bewustzijn raakte. Luitenant-kolonel Tom Eberhart, plaatsvervangend directeur personeelszaken, arriveerde en ging het medisch gebouw binnen om assistentie te verlenen. Hij moest over lichamen heen stappen om de noordelijke ingang van het gebouw binnen te komen. Hij assisteerde een militair bij het reanimeren van een van de gewonde militairen in de wachtruimte van het gebouw. Overal lagen klapstoelen verspreid. Hij merkte buiten een militair op en schoot te hulp na eerst de riem van de deuren aan de zuidkant los te hebben gemaakt. De neergeschoten militair was medisch assistent eerste sergeant Alonzo Lunsford. Hij had twee buikwonden en een hoofdwond. Hij was buiten bewustzijn en luitenant-kolonel Eberhart ging terug het gebouw in om een klaptafel te halen. Andere militairen hielpen om Lunsford op de tafel te leggen en naar de triageafdeling te brengen.